# Fabrice Mels
Fabrice Mels (Sint-Niklaas, 17 augustus 1992) is een Belgisch moutainbiker uit Sinaai die gespecialiseerd is in het onderdeel cross-country eliminator (XCE).

## Levensloop
In 2012 werd hij de eerste Belgische kampioen in dit onderdeel. In 2013 en 2014 verlengde hij zijn titel. Op de wereldkampioenschappen in Saalfelden behaalde hij in 2012 de 6e plaats in het XCE-onderdeel.
In 2014 kende hij een topseizoen door zowel de wereldbeker als het wereldkampioenschap XCE te winnen. Bovendien behaalde hij dat jaar brons op het EK.
In oktober 2014 tekende hij een contract bij de wielerploeg Team 3M.

## Palmares

### Cross-country eliminator
| Seizoen | Wereldbeker                      | WK  | EK    | BK   | Overige                                          | Totaal aantal zeges |  |
| ------- | -------------------------------- | --- | ----- | ---- | ------------------------------------------------ | ------------------- |  |
| 2012    |                                  | 6e  |       | Goud |                                                  | 1                   |  |
| 2013    | Vallnord                         | 13e | 10e   | Goud | Antwerpen, Rotterdam, Roosendaal, Kortrijk, Gent | 7                   |  |
| 2014    | Albstadt, Méribel eindklassement | ↑   | Brons | Goud | Gent, Utrecht                                    | 6                   |  |
| 2015    |                                  | 7e  | 5e    | Goud | Gent, Waregem, Antwerpen, Rotterdam, Roosendaal  | 6                   |  |
| 2016    |                                  | ↑   | 8e    | Goud | Antwerpen                                        | 2                   |  |
| 2017    |                                  |     |       |      |                                                  | 0                   |  |
| 2018    | Winterberg                       |     | 35e   |      |                                                  | 1                   |  |
| 2019    | Winterberg                       | 5e  |       |      |                                                  | 1                   |  |
|         |                                  |     |       |      |                                                  |                     |  |
| Totaal  | 5 (1x eindklassement)            | 1   | 0     | 5    | 13                                               | 24                  |  |

Callebaut · De Decker · Gibbons · Goossens · Heyns · Maniusis · Mels · Naesen · M.Ongena · T.Ongena · Polak · Ryan · Schittecatte · Smet · Van Steenberghen · Van Holderbeke · Van Snick